# 外埔里
外埔里為台灣苗栗縣後龍鎮轄下之一里，位於後龍鎮北部，北邊和西邊鄰臺灣海峽，東鄰大山里，南鄰海埔里。外埔里和海埔里邊界之間有宮廟「外埔合興宮」，是當地的信仰中心。

## 地標
- 外埔合興宮
- 外埔吉興宮
- 外埔漁港（位在海埔里）
- 後龍外埔石滬群

## 教育
- 外埔國小

## 外部連結
- [永久]
- （页面存档备份，存于）
- 黃丙煌主修; 謝淸輝監修. . 苗栗縣後龍鎮: 苗栗縣後龍鎮公所. 2002年2月  [2015-07-31]. ISBN 9570108495. （原始内容存档于2016-03-04）.